# Grupo dos Quinze
O Grêmio Recreativo Escola de Samba Grupo dos Quinze é uma escola de samba de Niterói, no qual participa do carnaval da cidade.
Começou como bloco, cujo nome era Bloco dos XV, foi campeã em três oportunidades: 2006, 2008 e 2009, sendo o último dividido com a Garra de Ouro
Desfilou pela primeira vez como escola de samba em 2010, ficando na elite do carnaval niteroiense. Nesse ano, teve como figura importante, a inspetora da policial civil Isabella Picanço, que foi notícia de alguns jornais, além de concorrer a reinado do carnaval carioca 2011, onde foi escolhida para princesa, mas devido interferência dos organizadores, abandonou a corte.
No seu primeiro ano como escola, apresentou o enredo sobre o folclore e trouxe como intérprete, o consagrado Wander Pires, então intérprete da Viradouro, e obteve a quarta colocação, permanecendo no grupo principal do Carnaval de Niterói.
No ano seguinte, com o enredo "A grande aposta é viver! O Grupo dos 15 aposta em você!", a escola abordou em seu carnaval os jogos de azar, obteve a 5º colocação.
Em 2012, com o enredo que falou sobre as teorias para o fim do mundo, classificou-se novamente em 5º lugar. Em 2013, acabou ficando em 7°, o que rebaixaria a escola para o Grupo de Acesso em 2014, no entanto, a UESBCN voltou atrás e decidiu pelo não-rebaixamento da escola. Em 2014 a escola trouxe o enredo "Tem brinquedo e brincadeira, sou criança! E com o 15 vou levantar poeira" tema idêntico ao da União da Ilha e ficou em 5° Lugar. Para 2015, o XV trouxe o enredo "Meu Brasil Brasileiro, O Grupo dos 15 mostra nossas riquezas" que abordou a história do Brasil visando a preservação de nossas riquezas, terminou em 6° lugar.
Em 2016, com enredo "Cada um recebe o que lhe é de direito. Nem mais, nem menos. Xangô, Rei da justiça", a escola terminou novamente em 6° lugar. Para 2017, o Quinze vai apresentar o enredo "Mistura que encanta: Forró no Quinze dá samba!" que vai contar sobre a origem do ritmo musical, abordando a migração dos nordestinos para o Rio e as festas oriundas da região.

## Segmentos

### Presidentes
| Nome                     | Mandato      | Ref.  |
| ------------------------ | ------------ | ----- |
| Rinaldi Câmara (Didinho) | 2000 - 2018  | [ 6 ] |
| Carol                    | 2018 - atual |       |

### Intérpretes
| Carnavais       | Intérprete oficial |
| --------------- | ------------------ |
| 2010            | Wander Pires       |
| 2011            | Dedé da Martins    |
| 2012-2013       | Ito Melodia        |
| 2014-atualmente | Alexandre Simpatia |

### Diretores
| Ano       | Diretor de Carnaval | Diretor de harmonia | Mestre de bateria | Ref. |
| --------- | ------------------- | ------------------- | ----------------- | ---- |
| 2014-2015 | Alexandre Silva     | Michel              | Dudu              |      |

### Casal de Mestre-sala e Porta-bandeira
| Ano  | Nome                     | Ref. |
| ---- | ------------------------ | ---- |
| 2014 | Batista e Carla Cristina |      |
| 2015 | Ricardinho e Vanessa     |      |

### Corte de bateria
| Ano       | Rainha           | Ref. |
| --------- | ---------------- | ---- |
| 2010-2013 | Isabella Picanço |      |
| 2015      | Paola Lisboa     |      |
| 2016-     | Isabella Picanço |      |

## Carnavais
| Ano  | Colocação            | Grupo           | Enredo | Carnavalesco                     | Ref.          |
| ---- | -------------------- | --------------- | --- | -------------------------------- | ------------- |
| 2009 | Campeã               | Grupo de Enredo | Com alegria e palhaçada, O Bloco dos XV estimula sua gargalhada |                                  |               |
| 2010 | 4º lugar             | Grupo Especial  | O Grupo dos XV canta e encanta com suas crenças, lendas e mitos do folclore brasileiro! Compositores: Bembeco, Celso Tropical, Rato, Alcino Machado, Calunga, Dudu dos milionários e Almir do Pandeiro | Almir Jhunior                    | [ 7 ]         |
| 2011 | 5º lugar             | Grupo Especial  | A grande aposta é viver! O Grupo dos XV aposta em você! | Alexandre Barbosa                |               |
| 2012 | 5º lugar             | Grupo Especial  | Os fins do mundo que o mundo não viu | Alexandre Barbosa                |               |
| 2013 | 7º lugar             | Grupo Especial  | Vamos te arrepiar, Não tenha medo! Vamos brincar! | Alexandre Barbosa                |               |
| 2014 | 6º lugar             | Grupo Especial  | Tem brinquedo e brincadeira, sou criança! E com o 15 vou levantar poeira | Alexandre Simpatia               |               |
| 2015 | 6º lugar             | Grupo Especial  | Meu Brasil Brasileiro, O Grupo dos 15 mostra nossas riquezas | Alexandre Barbosa                | [ 8 ]         |
| 2016 | 6º lugar             | Grupo Especial  | Cada um recebe o que lhe é de direito. Nem mais, nem menos. Xangô, Rei da justiça | Alexandre Simpatia               |               |
| 2017 | 7º lugar             | Grupo Especial  | Mistura Que Encanta: Forró no Quinze Vira Samba! Compositores: Miguel Niterói, Juninho e João Perigo                                                                                                   | Alexandre Silva e Fábio Oliveira |               |
| 2018 | 9º lugar (rebaixada) | Grupo A         | Um Conto de Fadas Chamado Brasil! Compositores: Alexandre Simpatia, Bembeco e João Perigo | Alexandre Simpatia               | [ 9 ]         |
| 2019 | 10º (rebaixada)      | Grupo B         | Chica da Silva, de escrava à rainha, vem brilhar no carnaval | Júnior Bombom                    | [ 10 ] [ 11 ] |
| 2020 | 3º lugar             | Grupo C         | Rainhas do Samba - estrelas que fazem vibrar, O show tem que continuar! | Alexandre Silva e Fábio Oliveira | [ 12 ] [ 13 ] |